# Dialektikê. Cahiers de typologie analytique
Dialektikê. Cahiers de typologie analytique – czasopismo naukowe poświęcone archeologii prehistorycznej, ukazujące się w latach 1973–1987. Było wydawane przez Centre de palethnographie stratigraphique Arudy, kierowane przez Georges’a Laplace’a. Czasopismo to poprzedził jeden tom Cahiers de typologie analytique (ISSN 1147-114X), który ukazał się w 1972 roku
Artykuły ukazujące się w tym czasopiśmie w większości przestawiane były wcześniej na Międzynarodowych seminariach typologicznych, organizowanych corocznie przez Georges’a Laplace’a w Arudy (w Pirenejach). Tematyka publikacji dotyczyła głównie archeologii prehistorycznej, jej metod (w szczególności wykorzystania metod statystycznych) i teorii, ze szczególnym uwzględnieniem analizy typologicznej artefaktów kamiennych. Część prac omawiała także zagadnienia związane z geologią, klimatologią, wykorzystaniem informatyki, językoznawstwem (semantycznym lub historycznym).
Czasopismo, publikowane w małym nakładzie, zostało zdigitalizowane w 2019 r. i obecnie udostępniane jest online na portalach Zenodo i Archive.org.